# Sciences grecques
 (novembre 2021).
Si vous disposez d'ouvrages ou d'articles de référence ou si vous connaissez des sites web de qualité traitant du thème abordé ici, merci de compléter l'article en donnant les références utiles à sa vérifiabilité et en les liant à la section « Notes et références ».

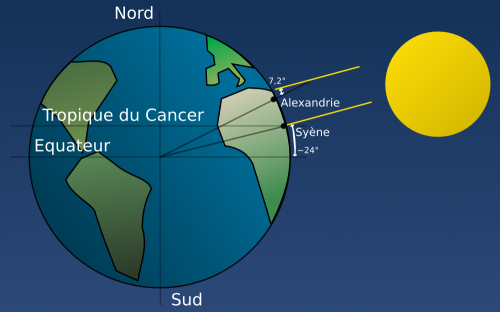
Calcul de la circonférence de la Terre selon la méthode d'Ératosthène.

Les sciences grecques sont tout à la fois un ensemble de questionnements, de méthodes et de résultats à l'origine de la pensée mathématique et scientifique, qui se développera à partir du VIIIe siècle av. J.-C. jusqu'à nos jours sur tous les continents. Historiquement, c'est dans la Grèce antique que les sciences en tant que pensée rationnelle naissent[réf. nécessaire], sous l'élan de philosophes en même temps penseurs et physiciens, ou même chefs religieux. Toutefois, le terme de science ne doit pas être pris au pied de la lettre : l'influence des philosophes, la spéculation, l'invention font partie du savoir grec, et c'est l'attitude scientifique, ainsi que les connaissances qui en sont issues qui nous intéressent ici.

## L'influence ionienne
La culture grecque est relativement bien connue à partir des VIIIe et VIIe siècles av. J.-C., période à partir de laquelle la langue, les coutumes et les villes sont suffisamment unifiées pour que les habitants de l'Ionie laissent des traces directes ou indirectes de leur vie d'alors. C'est là que la science grecque, en tant que progrès rationnel, débute et s'installe dans les cités que sont Milet, Chios, ou encore Samos. Ce développement est tributaire d'un héritage très ancien, venant des civilisations minoenne et mycénienne d'abord, sumérienne et mésopotamienne ensuite.
Mais l'astronomie grecque se différenciera de l'astronomie mésopotamienne par son caractère mathématique : contrairement à l'astronomie grecque, l'astronomie mésopotamienne est empirique. On ne cherche pas les causes des mouvements, on ne crée donc pas de modèles pour en rendre compte, les phénomènes ne sont pas perçus comme des apparences résultant d'un cosmos représentable géométriquement. Les astronomes mésopotamiens ont cependant le grand mérite d'avoir consigné soigneusement de nombreuses observations dès le IIe millénaire. Ces observations seront très utiles aux astronomes grecs. Les plus anciennes parmi celles qu'ils utiliseront remontent au VIIIe siècle.
Le développement de la science ionienne est aussi plus directement la manifestation de conditions et de possibilités nouvelles, car les Ioniens sont les premiers à vivre sous un régime politique choisi par eux. Une dynamique particulière se met en place, qui permet à la science de naître sous l'égide du nombre.
C'est en effet avec les mathématiques que la science grecque débute, avec Thalès de Milet. L'enseignement de Thalès est en partie rapporté par des textes apocryphes, mais son apport semble bien réel au regard du tournant scientifique que vit la Grèce antique à cette époque. Thalès ne s'intéresse pas aux seuls nombres, et son influence sera même tout autre : il adopte une attitude singulière, qui consiste à essayer d'expliquer le monde par un principe naturel déduit de l'observation et non pas par des principes surnaturels. Cela nécessitait de nombreuses spéculations, largement animistes, et qui paraissent n'avoir que très peu de valeur scientifique au regard des critères modernes. Pourtant, c'est précisément cette manière de voir le monde sous un angle intelligible qui est le fondement de la démarche rationnelle. De plus, ces spéculations n'étaient pas totalement fortuites : Thalès avance ainsi l'idée que la vie trouverait son origine dans l'eau, sur la base de ses observations quotidiennes.
Cette démarche est reprise par plusieurs autres penseurs dont on a la trace par les discussions qu'ils provoquèrent chez des scientifiques ultérieurs. Anaximandre, contemporain de Thalès, propose également une explication complète de la Terre et de l'Homme, en proposant des hypothèses où les dieux de la mythologie n'interviennent pas. Anaximène avance ensuite que c'est l'air qui est l'élément primordial du monde et de l'homme : l'âme est un souffle qui donne sa forme et sa consistance à la matière normalement inerte. Plus originale encore la pensée d'Héraclite, qui explique que le cosmos, la matière et l'homme sont en perpétuel mouvement, instables par nature, dévorés par le feu indomptable, ce qui empêche toute connaissance parfaite des choses. Cette idée d'une limite dans le savoir de l'homme, qui suppose déjà un questionnement sur la connaissance comme but idéal, est partagée par plusieurs des premiers philosophes grecs (par exemple Démocrite), et sera largement reprise pour critiquer le concept d'essence.

## Naissance et développement de la science grecque
À la suite de ces précurseurs de l'école ionienne, la pensée grecque se regroupe autour de plusieurs écoles dont la particularité est d'être liées à un enseignement original, majoritairement oral. Ces différentes écoles sont contemporaines l'une de l'autre ou bien se succèdent sur trois siècles féconds, dans une aire géographique relativement restreinte ; de là naissent les premiers antagonismes et les premières influences historiques.

## L'époque des Présocratiques

L'École d'Athènes de Raphaël (1510-1511), avec les principaux philosophes présocratiques numérotés. 1 : Zénon de Cition, 2 : Épicure, 3 : Frédéric II de Mantoue ? 4 : Boèce ou Anaximandre ou Empédocle ? 5 : Averroès, 6 : Pythagore, 7 : Alcibiade ou Alexandre le Grand, 8 : Antisthène ou Xénophon, 9 : Hypatie ou François Marie Ier della Rovere, 10 : Eschine ou Xénophon, 11 : Parménide ou Euclide, 12 : Socrate, 13 : Héraclite (sous les traits de Michel-Ange), 14 : Platon tenant le Timée (sous les traits de Léonard de Vinci), 15 : Aristote tenant l’Éthique, 16 : Diogène de Sinope, 17 : Plotin ? 18 : Euclide ou Archimède entouré d'étudiants (sous les traits de Bramante) ? 19 : Strabon ou Zoroastre ? 20 : Ptolémée, R : Raphaël en Apelle, 21 : Le Sodoma en Protogène.

La méthode scientifique s'élabore progressivement dans la Grèce du VIIe siècle av. J.-C..
Les philosophes dits « présocratiques » sont les premiers à s'être interrogés sur les phénomènes naturels. Appelés les « physiologoï » par Aristote parce qu'ils tiennent un discours rationnel sur la nature, ils enquêtent sur les causes naturelles des phénomènes qui deviennent les premiers objets de méthode. Thalès de Milet (v. 625-547 av. J.-C.) et Pythagore (v. 570-480 av. J.-C.) contribuent principalement à la naissance des premières sciences comme les mathématiques, la géométrie (théorème de Pythagore), l'astronomie ou encore la musique. Ces premières recherches sont marquées par la volonté d'imputer la constitution du monde (ou « cosmos ») à un principe naturel unique (le feu pour Héraclite par exemple) ou divin (l'« Un » pour Anaximandre). Les présocratiques mettent en avant des principes constitutifs des phénomènes, les « archè ». La méthode présocratique est également fondée dans son discours, s'appuyant sur les éléments de la rhétorique : les démonstrations procèdent par une argumentation logique et par la manipulation de concepts abstraits.
Les présocratiques initient également une réflexion sur la théorie de la connaissance. Constatant que la raison d'une part et les sens d'autre part conduisent à des conclusions contradictoires, Parménide opte pour la raison et estime qu'elle seule peut mener à la connaissance, alors que nos sens nous trompent. Ceux-ci, par exemple, nous enseignent que le mouvement existe, alors que la raison nous enseigne qu'il n'existe pas. Cet exemple est illustré par les célèbres paradoxes de son disciple Zénon d'Élée. Si Héraclite est d'un avis opposé concernant le mouvement, il partage l'idée que les sens sont trompeurs.
De telles conceptions favorisent la réflexion mathématique. Par contre, elles sont un obstacle au développement des autres sciences et singulièrement des sciences expérimentales. Sur cette question, ce courant de pensée se prolonge, quoique de manière plus nuancée, jusque Platon, pour qui les sens ne révèlent qu'une image imparfaite et déformée des Idées, qui sont la vraie réalité (allégorie de la caverne).

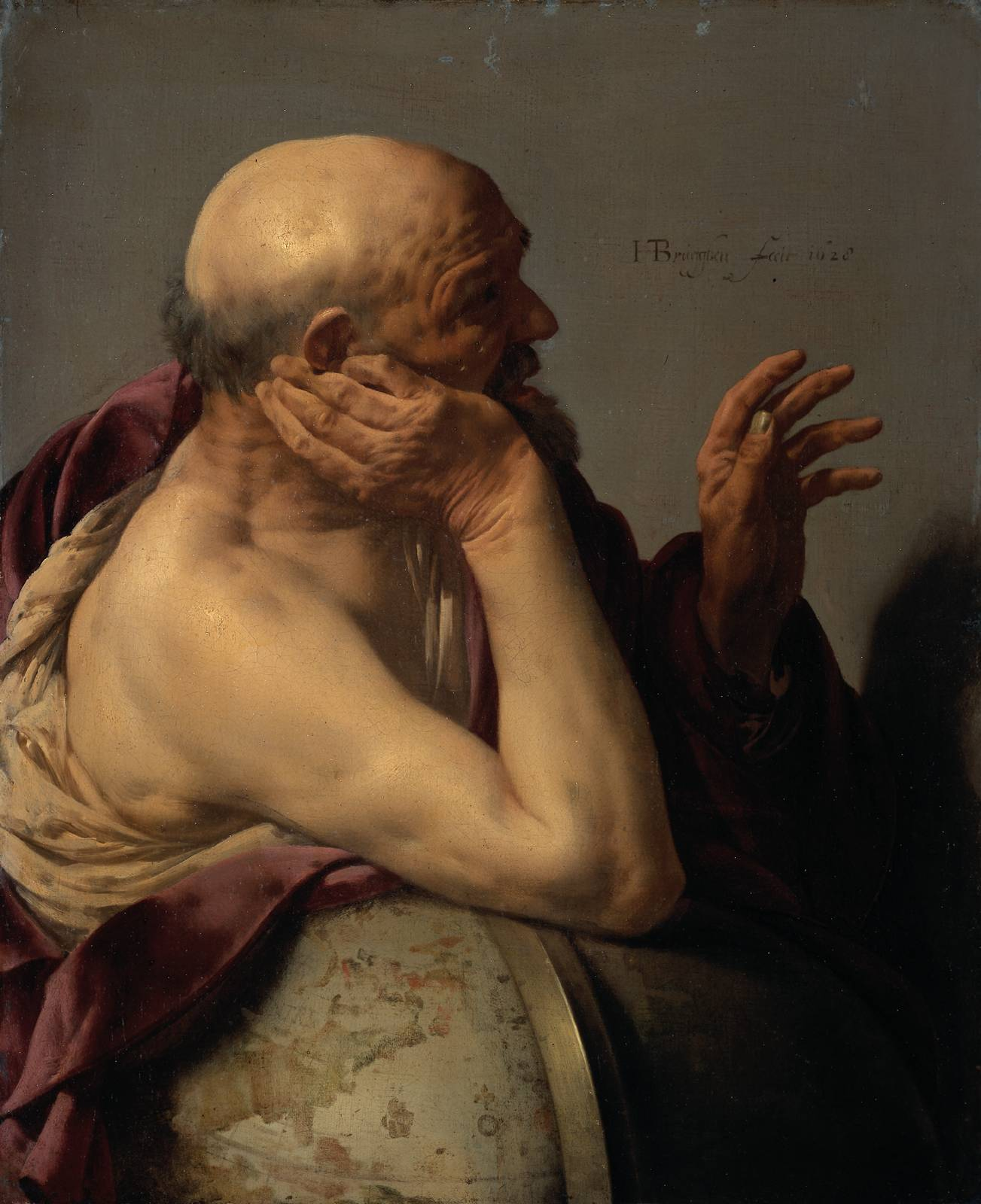
Héraclite.

Le premier savant grec connu avant tout pour ses travaux en médecine est probablement Hippocrate au Ve siècle av. J.-C. Il est traditionnellement reconnu comme l'auteur du serment qui porte son nom et son œuvre est au programme des études de médecine jusqu'au XVIIIe siècle (théorie des Quatre éléments).
La science astronomique grecque démarre véritablement avec la découverte de la sphéricité de la Terre. Cette découverte est parfois attribuée à Pythagore (vers 500), parfois à Parménide (vers 450 av. J.-C.). Rien ne prouve cependant qu'elle revienne à l'un ou à l'autre. Il est établi toutefois que cette idée était admise clairement au plus tard au début du IVe siècle, du moins dans les milieux instruits, comme on le voit dans le Timée, où Platon affirme énergiquement la sphéricité du Monde dans son ensemble.

## La pensée atomiste
Aux présocratiques qui rejetaient une connaissance fondée sur l'observation par les sens, s'oppose le courant atomiste. Initié par Démocrite, contemporain de Socrate, ou déjà par son maître Leucippe, il sera développé par Épicure et magnifiquement exposé par le Romain Lucrèce dans De rerum natura. Pour eux, les sens nous donnent à connaître la réalité. Leur théorie atomiste affirme que la matière est formée d'entités dénombrables et insécables, les atomes. Ceux-ci s'assemblent pour former la matière comme les lettres s'assemblent pour former les mots. Tout est constitué d'atomes, y compris les dieux. Ceux-ci ne s'intéressent nullement aux hommes, et il n'y a donc pas lieu de les craindre. On trouve donc dans l'épicurisme la première formulation claire de la séparation entre le savoir et la religion, même si, de manière moins explicite, l'ensemble des présocratiques se caractérise par le refus de laisser les mythes expliquer les phénomènes naturels, comme les éclipses.
Il faudra attendre Aristote pour aplanir partiellement l'opposition entre les deux courants de pensée (présocratiques et atomistes) mentionnés plus haut.

## Platon et la dialectique
Avec Socrate et Platon, qui en rapporte les paroles et les dialogues, la raison (logos en grec) et la connaissance deviennent intimement liées. Le raisonnement abstrait et construit apparaît. Pour Platon, les Idées sont le modèle imaginaire de tout ce qui est sensible ; en cela il fonde une démarche permettant de catégoriser le réel. Les sciences mettent sur la voie de la philosophie, au sens de discours sur la sagesse; inversement, la philosophie procure aux sciences un fondement assuré. L'utilisation de la dialectique, qui est l'essence même de la science complète alors la philosophie, qui a elle la primauté de la connaissance discursive (par le discours), ou dianoia en grec. Pour Michel Blay : « La méthode dialectique est la seule qui, rejetant successivement les hypothèses, s'élève jusqu'au principe même pour assurer solidement ses conclusions ». Platon en expose les principes dans le Théétète. Pour Platon, la recherche de la vérité et de la sagesse — la philosophie — est indissociable de la dialectique scientifique, c'est en effet le sens de l'inscription figurant sur le fronton de l'Académie, à Athènes : « Que nul n'entre ici s'il n'est géomètre ».

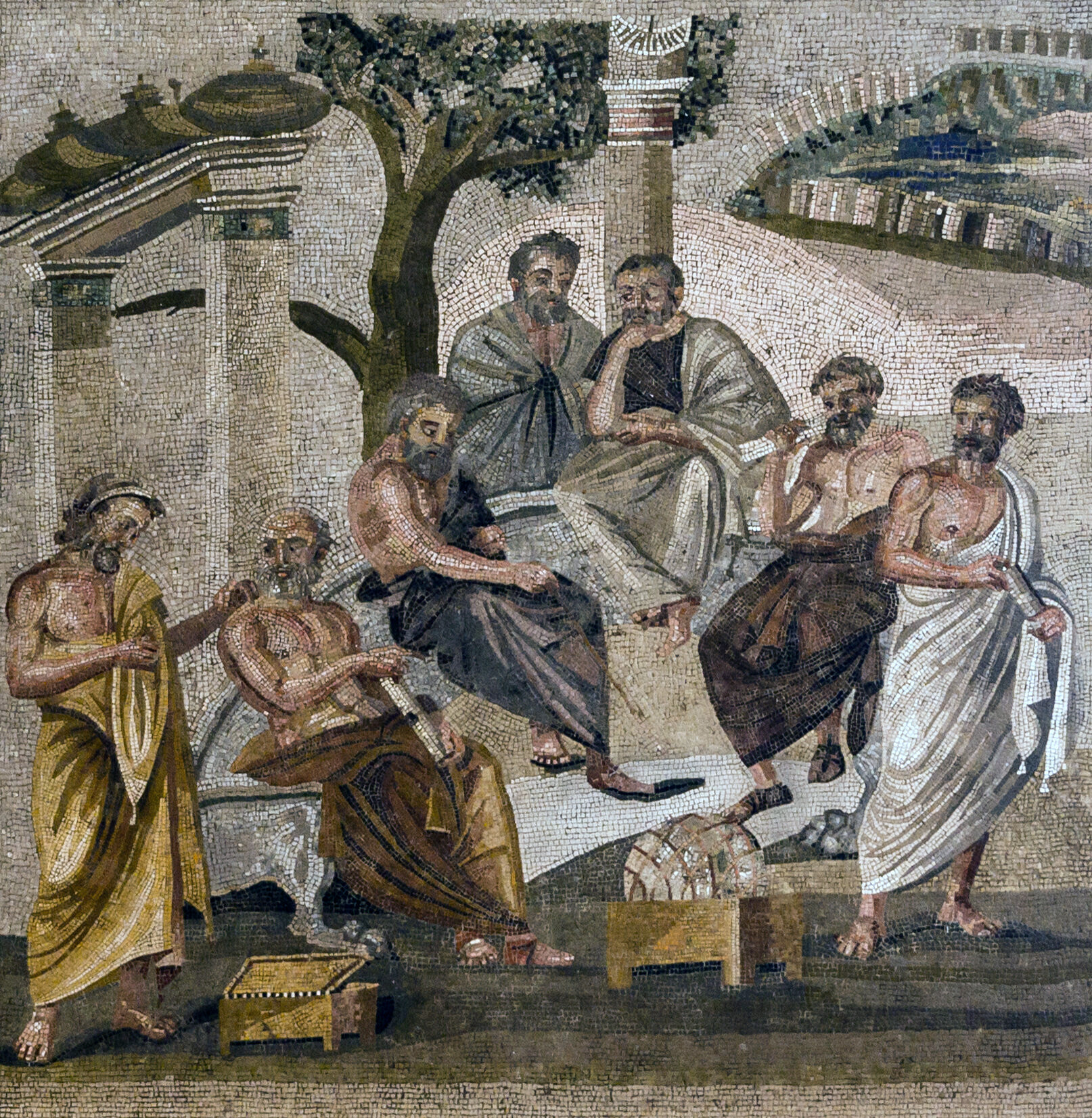
Mosaïque représentant l'Académie de Platon (Ier siècle).

## La pensée aristotélicienne
C'est surtout avec Aristote, qui fonde la physique et la zoologie, que la science acquiert une méthode, basée sur la déduction. On lui doit la première formulation du syllogisme et de l'induction. Les notions de matière, de forme, de puissance et d'acte deviennent les premiers concepts de manipulation abstraite. Pour Aristote, la science est subordonnée à la philosophie (c'est une « philosophie seconde »), et a pour objet la recherche des premiers principes et des premières causes, ce que le discours scientifique appellera la causalisme et que la philosophie nomme l' aristotélisme.
Néanmoins, la contribution d'Aristote en matière d'astronomie est assez modeste. Son modèle n'est guère qu'une variante de celui d'Eudoxe de Cnide. À la suite de celui-ci, il imagine un système géocentrique et considère que le cosmos est fini. Il sera suivi en cela par ses successeurs en matière d'astronomie, jusqu'à Copernic, à l'exception d'Aristarque, qui proposera un système héliocentrique.
Il détermine par ailleurs que le vivant est ordonné selon une chaîne hiérarchisée, mais sa théorie est avant tout fixiste. Il pose l'existence des premiers principes indémontrables, ancêtres des conjectures mathématiques et logiques. Il décompose les propositions en nom et verbe, base de la science linguistique.

## Période alexandrine

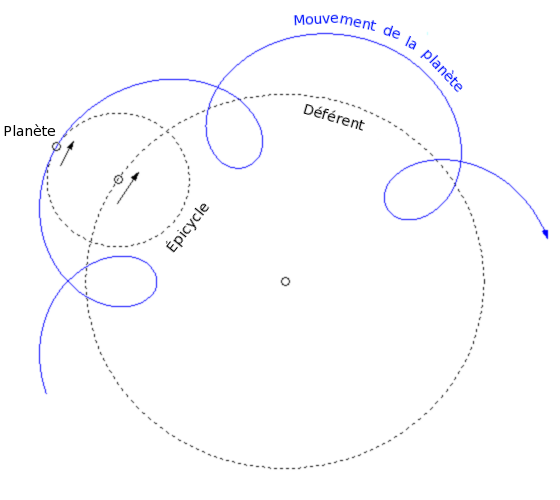
Les planètes tournent sur un épicycle qui lui-même tourne sur un déférent

La période dite « alexandrine » (de 323 à 30 av. J.-C.), et au-delà, est marquée par des progrès significatifs, surtout en astronomie et en mathématiques. Alexandrie, capitale du royaume lagide, devient le centre intellectuel du monde antique et les savants qui s'y trouvent ou y séjournent alors sont Grecs.
En 320 av. J.-C. l'école d'Alexandrie produit des enseignements considérables en anatomie humaine. Ces enseignements sont malheureusement ignorés pendant des siècles par les médecins qui ont préféré se baser sur les extrapolations de dissections d'animaux d'Aristote.
Euclide (325 à 265 av. J.-C.) est l'auteur des Éléments (Στοιχεία), qui sont considérés comme l'un des textes fondateurs des mathématiques modernes. Ses postulats, comme celui nommé le « postulat d'Euclide », que l'on exprime de nos jours en affirmant que « par un point pris hors d'une droite il passe une et une seule parallèle à cette droite » sont à la base de la géométrie systématisée. C'est avec Euclide que la preuve mathématique apparaît comme une composante intrinsèque de la pensée. On notera aussi que les mathématiques grecques sont avant tout de la géométrie et de l'arithmétique. Sur les treize livres des Éléments, qui constituent une somme des connaissances mathématiques de l'époque, neuf sont consacrés à la géométrie et quatre à l'arithmétique. Il est donc essentiel de comprendre que, pour les Grecs, le calcul ne fait pas partie des mathématiques. C'est l'affaire des comptables — les « logisticiens » suivant le mot grec — et les Grecs sont d'ailleurs de très piètres calculateurs. Le calcul sera avec l'algèbre l'une des grandes avancées des mathématiques arabes.
Les travaux d'Archimède (292 à 212 av. J.-C.) sur sa poussée correspondent à la première loi physique connue. Il est l'auteur de nombreux travaux en physique (mécanique) et en mathématique (géométrie). Ses contemporains injustement méconnus, Ctésibios d'Alexandrie et Philon de Byzance, réalisent également d'intéressants travaux, notamment en hydraulique et en mécanique.
En astronomie, juste avant le début de la période alexandrine, Héraclide du Pont expose la thèse d'un système géocentrique où Vénus et Mercure tournent autour du Soleil et où la Terre tourne sur elle-même, autour de son axe (fragments 104-108 édi. Wehrli). Il émet l'hypothèse de la rotation de la Terre autour d'elle-même afin d'expliquer le mouvement apparent des étoiles au cours de la nuit.
Les Grecs de cette époque tentent d'élaborer une théorie permettant d'expliquer les mouvements des astres. Ils restent toutefois généralement attachés à certains présupposés philosophiques (géocentrisme, fixité de la terre, mouvements circulaires et uniformes des astres). Comme les observations ne s'accordent pas totalement à ces principes, ils ont dû faire preuve d'ingéniosité pour les concilier avec la théorie, qui se doit de « sauver les apparences » (σώζειν τὰ φαινόμενα). C'est ainsi que nait notamment la théorie des sphères homocentriques (Eudoxe de Cnide). Les travaux d'Ératosthène (276 à 194 av. J.-C.) sur la circonférence de la terre ou ceux d'Aristarque de Samos (310 à 240 av. J.-C.) sur les distances terre-lune et terre-soleil témoignent d'une grande ingéniosité. En outre, ce dernier propose un système héliocentrique dans lequel le Soleil est fixe au centre du monde. À la suite d'Héraclide du Pont, il suggère que l'axe de la Terre effectue une précession quotidienne par rapport à la sphère des fixes. Pourtant le géocentrisme, avec une Terre immobile autour de laquelle toutes les sphères tournent quotidiennement, demeurera la théorie reçue jusqu’à l’adoption de la théorie de Copernic, lequel s’est inspiré des idées d’Aristarque. Apollonius de Perga modélise les mouvements des planètes à l'aide d'orbites excentriques.
Hipparque de Nicée (194 à 120 av. J.-C.) perfectionne les instruments d’observation comme le dioptre et le gnomon et utilise l'astrolabe, dont on lui attribue généralement l'invention. En géométrie, il divise le cercle en 360°, s'inspirant de la science mésopotamienne. et crée même le premier globe céleste (ou orbe). Hipparque rédige également un traité en 12 livres sur le calcul des "droites dans le cercle", donnant naissance à la trigonométrie. S'aidant de ces outils, il développe les idées d'Apollonius et propose une « théorie des épicycles » qui permet à son tour l'établissement de tables astronomiques très précises. Pour la réalisation des premières tables, il bénéficie des observations mésopotamiennes. Celles-ci, remontant au VIIIe siècle, lui donnent un recul suffisant pour établir notamment, en les joignant à des observations personnelles, les vitesses de déplacement des astres. L'ensemble théorie-tables se révèlera largement fonctionnel, permettant par exemple de calculer pour la première fois des éclipses lunaires et solaires. On ignore s'il parvient à réaliser effectivement de tels calculs, mais la méthode peut, sans aucun doute, lui être attribuée.
C'est à cette époque également que furent établis les premiers grands catalogues d'étoiles par Timocharis d'Alexandrie, Hipparque de Nicée et Archimède, qui aboutiront à celui de Ptolémée. Et c'est en comparant le catalogue de Timocharis à ses propres observations qu'Hipparque découvre la précession des équinoxes.
En géographie, on retrouve les noms d'Eratosthène et d'Hipparque, qui mettent au point des méthodes permettant de déterminer les positions des lieux géographiques en longitude et latitude. Ce dernier consacre la projection stéréographique pour l'établissement de cartes à grande échelle. Son contemporain gréco-chaldéen Séleucos de Séleucie, par ailleurs adepte de l'héliocentrisme d'Aristarque, étudie les marées et les met en relation avec les mouvements de la Lune et du Soleil. Se fondant sur ses observations, Hipparque défend l'idée qu'il existe un continent entre les océans Atlantique et Indien.

## L'école d'Alexandrie à l'époque romaine

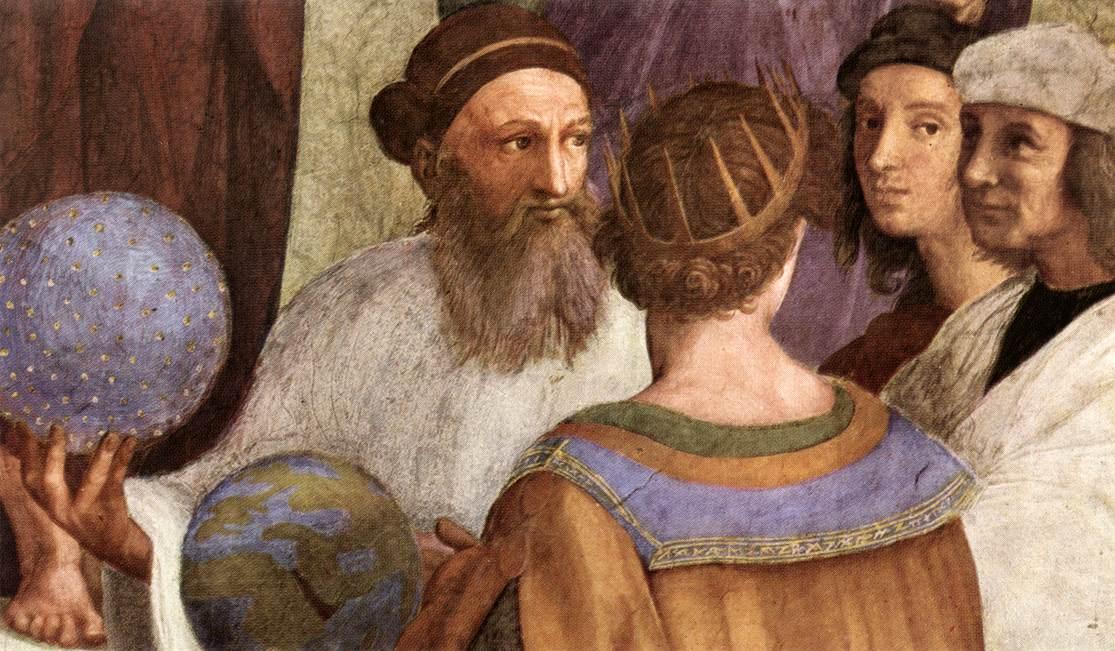
Détail de L'École d'Athènes de Raphaël, montrant Zoroastre et Ptolémée.

Au début de cette période, il convient de mentionner Strabon, premier géographe dont l'œuvre nous soit parvenue presque intégralement. Grec né à Amasée (actuelle Amasya en Turquie) vers 57 av. J.-C., mort vers 25 ap. J.-C., il écrivit une Géographie, une description détaillée du monde connu. Mais après la conquête romaine, c'est Alexandrie, où le grec est en usage, qui reste, pour longtemps encore, le principal centre intellectuel en matière scientifique.
Héritier de Philon de Byzance, de Ctésibios et du Romain Vitruve, Héron d'Alexandrie est surtout connu en tant qu'« inventeur ». Mais ses inventions, souvent plus amusantes que pratiques, reposent sur des réflexions théoriques dans le domaine de la physique: il s'intéresse surtout à l'hydraulique, à la vapeur et à l’air comprimé. Ses machineries décrites dans son Traité des pneumatiques ( Πνευματικά), comme un projet de machine destinée à ouvrir automatiquement les portes d’un temple sont intéressantes. Il est également l'auteur de traités de mathématiques. Ménélaos développe la trigonométrie sphérique.
Ptolémée d’Alexandrie (85 apr. J.-C. à 165) prolonge les travaux d'Hipparque sur les orbites planétaires, perfectionne les tables astronomiques et aboutit à un système géocentrique du système solaire, qui a été accepté dans les mondes occidental et arabe pendant plus de mille trois cents ans, jusqu'au modèle de Nicolas Copernic. La raison de ce succès et de cette longévité est simple : le système fonctionne. Il permet de prévoir les mouvements des astres et des phénomènes comme les éclipses avec une précision remarquable pour l'époque. Ptolémée est l’auteur de plusieurs traités scientifiques, dont deux principaux : l’un est connu sous le nom d’Almageste ( Le titre original est Mαθηματική σύνταξις, Traité mathématique, devenu ensuite Ἡ μεγάλη Σύνταξις, Le grand traité, transmis en arabe classique sous le titre d’Al megistos, superlatif grec signifiant « le très grand »). Cette œuvre magistrale offre à l'astronomie une synthèse cohérente des connaissances, dont les tables astronomiques mentionnées plus haut ainsi qu'un catalogue de 1022 étoiles et une liste de quarante-huit constellations. L’autre œuvre qui a exercé par la suite une très grande influence sur les sciences islamiques et européennes est la Géographie (Γεωγραφικὴ Ὑφήγηδις), qui est un exposé approfondi sur les connaissances géographiques du monde gréco-romain, avec des cartes établies selon des méthodes de projections remarquables, héritées au moins en partie d'Hipparque.
Après Ptolémée, le progrès scientifique marque un ralentissement. Il est vrai qu'un sommet a été atteint. C'est le temps des commentateurs, qui s'attachent à expliquer, vulgariser ou, plus rarement, développer les idées de leurs illustres prédécesseurs, voire d'autres commentateurs. Certains méritent cependant d'être mentionnés : Théon d'Alexandrie qui travaille sur Euclide et Ptolémée, Pappus d'Alexandrie, avec sa Collection mathématique.
Un peu en marge de cette école, il y a lieu de mentionner également Galien, qui, en médecine, rédige des manuscrits qui feront autorité jusqu'à la Renaissance : il y reprend la théorie des Quatre éléments décrite par Hippocrate mais la systématise avec des organes producteurs.

## Le scepticisme
Le scepticisme (du grec skeptikos, « qui examine ») est une doctrine fondée par le philosophe Pyrrhon (360–275 av. J.-C.) selon laquelle la pensée humaine ne peut se déterminer sur la possibilité de la découverte d'une vérité. Il s'agit de ne jamais interrompre la recherche en prétendant être parvenu à une vérité absolue. Son principal objectif est de nous faire parvenir à la quiétude (ataraxia), loin des conflits de dogmes et de la douleur que l'on peut ressentir lorsqu'on découvre de l'incohérence dans ses certitudes.
Cette philosophie ne semble prendre une forme systématique qu'au Ier siècle apr. J.-C. (ou quelques décennies av. J.-C.), avec Énésidème, Agrippa puis Sextus Empiricus. Mais, avant eux, la Nouvelle Académie paraît être la véritable héritière du scepticisme pour la période IIIe - Ier siècle av. J.-C.
Selon Victor Brochard, le scepticisme est une véritable méthode scientifique, comparable à l'esprit scientifique moderne. En effet, en ne posant aucune hypothèse d'ordre métaphysique, le scepticisme permet d'étudier les phénomènes et d'en faire la théorie. Toutefois ces philosophes ne semblent pas avoir eu conscience de la nouveauté épistémologique de leur doctrine, trop occupés qu'ils étaient dans leur recherche de l'indifférence heureuse.

## Byzance
Lors de la décadence d'Alexandrie, au Ve siècle, c'est vers Byzance que migrèrent progressivement les connaissances et l'activité scientifique. La science grecque y survécut, avec des hauts et des bas, jusqu'à la chute de Constantinople (1453).
Un moment fort se situe lors de ce que l'on  appelle la « Renaissance byzantine » à la fin du premier millénaire.
Au XIVe siècle, le dernier sursaut, centré sur l'astronomie, est à mettre au crédit de Théodore Métochitès et de ses disciples Nicéphore Grégoras et Barlaam de Seminara, qui se livrèrent, à coups de calculs d'éclipses, à une véritable compétition sur leurs compétences en la matière. Byzance, à cette époque, était engluée dans les querelles religieuses, mais elles étaient purement théologiques et, contrairement à ce qui se passait en Occident, les scientifiques jouissaient d'une grande liberté d'expression. L'astronomie, d'ailleurs, était précieuse pour effectuer le comput pascal.

## La redécouverte
Au Moyen Âge, les contacts scientifiques entre l'Orient  et l'Occident étaient limités.
Ce n'est qu'aux XIIe et XIIIe siècles qu'on redécouvrit en Occident la science antique, principalement à travers Aristote et Ptolémée, d'abord via les scientifiques arabes, puis au départ des manuscrits byzantins.
En effet, quelques décennies avant la chute de Constantinople, des érudits byzantins commencèrent à émigrer vers Venise et les principautés italiennes, emportant avec eux quantité de manuscrits grecs. Ce fait fut déterminant dans l'avènement de la Renaissance.

## Héritages de la science grecque
| Période                                             | Scientifiques                                     | Contexte historique                                                               |
| --------------------------------------------------- | ------------------------------------------------- | --------------------------------------------------------------------------------- |
| VIe siècle av. J.-C.                                | Les précurseurs, artisans du « miracle grec »     | Les précurseurs, artisans du « miracle grec »                                     |
|                                                     | Thalès de Milet                                   | Les Jardins suspendus de Babylone, les réformes de Solon à Athènes                |
| Anaximandre                                         |                                                   | Les Jardins suspendus de Babylone, les réformes de Solon à Athènes                |
| Pythagore                                           |                                                   | Les Jardins suspendus de Babylone, les réformes de Solon à Athènes                |
| 500 à 200 av. J.-C.                                 | Les lumières mondiales                            | Les lumières mondiales                                                            |
| Âge d'or de la science et de la philosophie grecque | Parménide, Zénon, Anaxagore                       | Influences : Confucius[réf. nécessaire], Eschyle, Périclès, Hérodote, Socrate     |
| Âge d'or de la science et de la philosophie grecque | Hippocrate de Cos, Hippocrate de Chios, Démocrite | Influences : Confucius[réf. nécessaire], Eschyle, Périclès, Hérodote, Socrate     |
| Âge d'or de la science et de la philosophie grecque | Platon                                            |                                                                                   |
| Âge d'or de la science et de la philosophie grecque | Eudoxe, Callippe                                  | Influences : Épicure fonde son école                                              |
| Âge d'or de la science et de la philosophie grecque | Aristote                                          | Influences : Épicure fonde son école                                              |
| Âge d'or de la science et de la philosophie grecque | Euclide, Aristarque                               |                                                                                   |
| Âge d'or de la science et de la philosophie grecque | Archimède, Ératosthène, Apollonius de Perga       |                                                                                   |
| Âge d'or de la science et de la philosophie grecque | Philon de Byzance                                 |                                                                                   |
| 200 à 30 av. J.-C.                                  | Les héritiers                                     | Les héritiers                                                                     |
|                                                     | Hipparque                                         | 148 av. J.-C. : la Grèce sous domination romaine 31 av. J.-C. : la Rome impériale |
| De 30 av. J.-C. au Ve siècle                        | Aboutissement et décadence                        | Aboutissement et décadence                                                        |
|                                                     | Héron d'Alexandrie                                | 30 av. J.-C. : Alexandrie sous domination romaine                                 |
| Ptolémée                                            |                                                   | 30 av. J.-C. : Alexandrie sous domination romaine                                 |
| Théon d'Alexandrie                                  |                                                   | 30 av. J.-C. : Alexandrie sous domination romaine                                 |